# Список военно-морских баз США
На этой странице приведён список основных активных баз, станций и учебных учреждений ВМС США.

## США

### Калифорния
- База военно-морского вооружения Конкорд[англ.]
- База вооружения морской авиации Чайна-Лейк[англ.] (официальный сайт)
- Военно-морская база Сан-Диего[англ.] (официальный сайт)
- Военно-морская база Коронадо[англ.] (website)
  - База морской авиации Коронадо[англ.]
  - База морской авиации Норт-Айленд[англ.]
  - Outlying Field Imperial Beach
  - Всопмогательный аэродром Сан-Клементе-Айленд[англ.]
- Военно-морская база Пойнт-Лома[англ.]
- Военно-морской медицинский центр Сан-Диего[англ.]
- База морской авиации Эль-Центро[англ.] (официальный сайт)
- База морской авиации Лемур[англ.](официальный сайт)
- Военно-морская адъюнктура[англ.], Монтерей (официальный сайт)
- База военно-морского вооружения Сил-Бич[англ.] (website)
- Военно-морская база Вентура-Каунти[англ.](website)
  - База морской авиации Пойнт-Мугу[англ.]
  - База военно-морского строительного батальона Порн-Хуэнме[англ.]
  - Удалённый военно-морской аэродром[англ.]
- Центр военно-морского надводного вооружения Корона[англ.] (website)

### Коннектикут
- База подводных лодок Нью-Лондон[англ.] (website)

### Вашингтон (округ Колумбия)
- Военно-морская обсерватория США
- База поддержки флота Анакостиа[англ.]
- Военно-морская верфь Вашингтон[англ.]

### Флорида
- Корри-Стейшн (военно-морской центр технического обучения)[англ.] (официальный сайт)
- Джексонвилль (база морской авиации)[англ.] (официальный сайт)
- Кей-Уэст (база морской авиации)[англ.](официальный сайт)
- Мейпорт (военно-морская база) (официальный сайт)
- NSA Panama City (официальный сайт)
- Пенсакола  (база морской авиации)[англ.] (официальный сайт)
- Уайтинг-Филд  (база морской авиации)[англ.] (официальный сайт)
- Пайн-Кастл (бомбардировочный полигон)[англ.]

### Джорджия
- NSB Kings Bay (website)
- Navy Supply Corps School(website (недоступная ссылка))

### Гуам
- Гуам (военно-морская база) (website)

### Гавайи
- Тихоокеанская региональная военно-морская компьютерная и телекоммуникационная база[англ.] (website)
  - Тихоокеанский ракетный полигон[англ.] (website)
- Перл-Харбор (военно-морская база)[англ.] (website)
- NSGA Kunia (website)

### Иллинойс
- Грейт-Лейкс (военно-морская база)[англ.] ()

### Индиана
- NSWC Crane Division/NSA Crane (website)
- Heslar Naval Armory

### Луизиана
- NASJRB New Orleans
- Naval Support Activity New Orleans

### Мэн
- Портсмут (военно-морская верфь) (website)

### Мэриленд
- Indian Head NSWC
- National Naval Medical Center
- Navy Information Operations Command Maryland
- Naval Support Facility Thurmont
- NSWC Carderock Division
- NAS Patuxent River
- United States Naval Academy, Annapolis ()
  - NSS Annapolis ()

### Миссисипи
- Naval Construction Battalion Center Gulfport (website)
- Военно-морская база Меридиан[англ.]

### Невада
- NAS Fallon (website)

### Нью-Джерси
- NWS Earle (website)
- Naval Air Engineering Station Lakehurst (website) (part of Joint Base McGuire-Dix-Lakehurst (JB MDL))

### Нью-Мексико
- Naval Air Warfare Center Weapons Division, White Sands Detachment

()

### Нью-Йорк
- Naval Support Facility Saratoga Springs

### Северная Дакота
- NCTAMS LANT

### Пенсильвания
- Naval Support Activity Mechanicsburg
- Naval Support Activity Philadelphia
- Philadelphia Naval Shipyard

### Род-Айленд
- Ньюпорт (военно-морская база)[англ.] (website)

### Южная Каролина
- Naval Support Activity Charleston (website)
- USNH Beaufort (website)

### Теннесси
- NSA Mid-South (website)

### Техас
- Корпус-Кристи (база морской авиации)[англ.] (сайт)
- Форт Уорт (база объединённого резерва морской авиации)[англ.]
- Кингсвилль (база морской авиации)[англ.]
- METC Fort Sam Houston, TX

### Виргиния
- Пентагон
  - Navy Annex Arlington, Virginia
- Океана (база морской авиации)[англ.](сайт)
  - Navy and Marine Corps Intelligence Training Center Dam Neck, Virginia
- Литтл-Крик (база амфибийных сил)[англ.] (website)
- Портсмут (военно-морской медицинский центр)[англ.] (сайт)
- Норфолк (военно-морская верфь) (website)
- NSGA Chesapeake
- Норфолк (военно-морская база) ()
- NSWC Dahlgren Division (website)
- NWS Yorktown (website)
- Training Support Center Hampton Roads, formerly Fleet Combat Training Center Atlantic Dam Neck
- Wallops Island ASCS

### Вашингтон
- Эверетт (военно-морская база)[англ.] (сайт)
- Китсэп (военно-морская база) (сайт)
  - Bangor Annex
  - Bremerton Annex
- Пьюджет-Саунд (военно-морская верфь) (сайт)
- Уидби-Айленд (база морской авиации)[англ.] (сайт)

### Западная Виргиния
- Navy Information Operations Command Sugar Grove (website)

## Зарубежные

### Бахрейн
- NSA Bahrain (website)
- Mina Sulman, Bahrain
- Muharraq Airfield, Bahrain
- NCTS Bahrain, Bahrain

### Куба
- Гуантанамо (военно-морская база) (website)

### Джибути
- Camp Lemonnier

### Германия
Лейпциг (военно воздушных сил)

### Греция
- NSA Souda Bay (website)

### Гонконг
- Ship Support Office Hong Kong

### Италия
- NSA Capodichino
- Gricignano Support Site
- NSA Naples (website)
  - NSA Gaeta (website)
- Сигонелла (база морской авиации)[англ.] (website)
  - Augusta Bay Port Facility
- NCTS Naples

### Япония
- Ацуги (база морской авиации)[англ.], (website)
  - NSF Kamiseya (website)
- Мисава (авиабаза)[англ.] (website)
- CFA Okinawa (website)
- CFA Sasebo, Sasebo (website)
- CFA Yokosuka, Yokosuka (website)

### Южная Корея
- CFA Chinhae (website)

### Кувейт
- Camp Moreell
- Кувейт (военно-морская база)[англ.]

### Оман
- Масира

### Катар
- Доха (международный аэропорт)

### Саудовская Аравия
- Кинг Абдул Азиз (международный аэропорт)[англ.], Джидда
- Кинг Фахд (военно-морская база)[англ.], Джидда

### Сингапур
- Сембаванг (военно-морская база)[англ.]

### Испания
- Рота (website)

### Объединённые Арабские Эмираты
- Фуджейра (международный аэропорт)[англ.]
- Jebel Ali Port Facility